# Rusia Justa
Rusia Justa (en ruso: Справедливая Россия, transliterado: Spravedlívaya Rossíya) es un partido político socialdemócrata ruso. Fue fundado el 28 de octubre de 2006 mediante la unión de varios grupos parlamentarios: «Ródina» (Родина, es decir Patria), «Partido ruso de los pensionistas» (Российская партия пенсионеров) y «Partido ruso de la vida» (Российская партия жизни). Jurídicamente la unión fue formalizada como cambio en la denominación del partido «Ródina». El último registro data del 23 de diciembre de 2002. Rusia Justa se define como una alianza de la izquierda rusa.[cita requerida]
Hasta las elecciones legislativas de 2007, otros dos partidos se han unido a Rusia Justa: el «Partido Popular de la Federación Rusa» (Народная партия Российской Федерации) y el «Partido Unido Socialista de Rusia» (Социалистическая единая партия России). En 2021, contaba con 144.011 afiliados.
Aunque Rusia Justa apoyó a Vladímir Putin, el líder del partido Rusia Unida, se posiciona como alternativa a dicho partido oficialista. Su creación podría ser un paso hacia el sistema bipartidista en Rusia, pero actualmente no es capaz de acercarse a los resultados de Rusia Unida, además de que el segundo puesto en las elecciones ha sido ostentado desde 1993 por el Partido Comunista de la Federación Rusa (KPRF), liderado por Guennadi Ziugánov.[cita requerida]
En las elecciones presidenciales de 2008 Rusia Justa apoyó al candidato de Rusia Unida, Dmitri Medvédev, quien ganó las elecciones.[cita requerida]
En 2022, el partido ha sido expulsado de la Internacional Socialista por apoyar la invasión rusa de Ucrania.

## Resultados electorales

### Elecciones presidenciales
|  | 70.28 % |

|  | 3.85 % |

|  | 76.69 % |

|  | 88.48 % |

### Elecciones legislativas
|  | 7.74 % |

|  | 13.24 % |

|  | 6.39 % |

|  | 7.46 % |